# 蓬德谢吕
蓬德谢吕（法語：Pont-de-Chéruy，法語發音：[pɔ̃ də ʃeʁɥi]）是法国伊泽尔省的一个市镇，原属维埃纳区，2017年改属拉图尔迪潘区。

## 地理
蓬德谢吕（45°45'2"N, 5°10'23"E）面积2.51 平方千米，位于法国奥弗涅-罗讷-阿尔卑斯大区伊泽尔省，该省份为法国东南部内陆省份，北起顺时针与安省、萨瓦省、上阿尔卑斯省、德龙省、阿尔代什省、卢瓦尔省和罗讷省。
与蓬德谢吕接壤的市镇（或旧市镇、城区）包括：沙瓦诺兹、沙尔维约-沙瓦尼厄、蒂尼约-雅梅济约。
蓬德谢吕的时区为UTC+01:00、UTC+02:00（夏令时）。

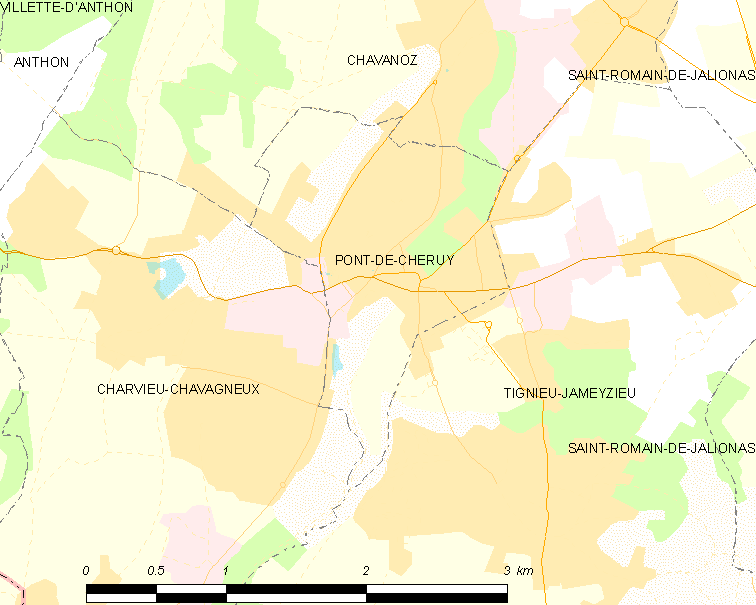
蓬德谢吕的OSM定位图

## 行政
蓬德谢吕的邮政编码为38230，INSEE市镇编码为38316。

## 政治
蓬德谢吕所属的省级选区为沙尔维约-沙瓦尼厄县。

## 人口

1962-2008年间蓬德谢吕人口变化图示

蓬德谢吕于2022年1月1日时的人口数量为6107人。

## 友好城市
- 義大利 利沃尔诺费拉里斯